# Перо Будмани
Петар В. Будмани (Дубровник, 27. октобар 1835 — Кастел Ферети поред Анконе, 27. децембар 1914) био је српски лингвиста, лексикограф и водећи полиглота.
Потицао је из угледне породице Срба католика из Дубровника, од оца Влаха Н. Будманија (око 1795-1858), поморскога капетана и мајке Ане-Марије Стули (око 1798-1854), ћерке Петра-Пере Л. Стулија (око 1762-1828).

Перо је имао старијег брата Николу Гргу Маријана Антуна Будманија (1827-1853), поморца и сестру Катарину-Кату Раду Доминику Будмани (1828-1900), коју је усвојио његов стриц Аутун Будмани из Анконе.
Породица Будмани је становала у најпрометнијем делу града, на Пилама (у данашњој улици Пере Будманија).

## Образовање
Похађао је Пучку школу у Дубровнику (период 1841-1845), где се посебно интересује за математику и стране језике, а затим похађа и Дубровачку гимназију (период: 1845-1853).
 
Матурирао је у августу 1853. године са одличним успехом, написавши притом расправу о пресецима чуња, која је потом служила као уџбеник осталим ђацима.
После смрти стрица Антуна (1853) наслеђује имање у месту Кастел Ферети крај Анконе.
По очевој жељи, Петар одлази у Беч на студије медицине и права (период: 1854-1857).

## Породица и професорски позив
Одмах након смрти оца Влаха (1858), Петар се сели у Кастел Ферети с тежњом да се посвети математици, али се у Италији занео револуционарним дешавањима.
 
Због тога је одлучио да се придружити италијанском генералу Ђузепе Гарибалдију (1807-1882) у маршу на Напуљ и Сицилију, али га је Никола Томасео (1802-1874) од тога одвратио.

У Анкони Будмани први пут чита Вука Стефановића Караџића (1787-1864) у италијанском преводу Томасеа, а по повратку у Дубровник 1861. године и у оригиналу.
Исте године (1861), Перо је упознао Емилију-Милу Лопижић (1846-1908), ћерку Франа И. Лопижића (1803-18??), у чијој се кући (те године) среће и са својим сународником Вуком Караџићем.
Милом Лопижић се жени 21. септембра 1861. године.
 
Породица Будмани имаће једанаестеро деце од којих је осморо доживело зрелост: Марија-Ана (удата у породицу Nasso), Љубица (удата у породицу Херцигоња), Даница (удата у породицу Della Casa), Нико, Миле, Влахо, Антун и Франо.
 
Будманијева породица већ 1862. године одлази у Анкону да би се тамо настанила, али се Мили Анкона није свиђала, па се породица ускоро вратила у Дубровник, препустивши управу над својим италијанским имањем Петровој сестри Кати.
Након школовања, Будмани је положио испит за „гимназијскога кандидата“, те је у том својству ступио у службу у Дубровачкој гимназији.
 
Као плод наставе у Дубровачкој гимназији настала је његова позната „Grammatica della lingua serbo-croata (illirica)“, која је издата у Бечу 1867. године.
 
Управо ова његова граматика сматра се као прво научно дело у коме се појављује појам »српско-хрватски«.
Од 1868. године, он је гимназијски суплент (помоћни наставник) у старој Дубровачкој гимназији (у св. Катарини Сијенској).

Полаже разлику 1869. године и постаје »прави учитељ« славенских и класичних језика, те у наставничком звању остаје до 1882. године, и био је веома популаран професор.
Изабран је за надзорника основних школа у Дубровачком котару (период: 1870-1874).
У младости и у пензији бавио се математичким питањима, тј. још у раној младости је показивао таленат не само за математику већ и за језике, па је рано научио и италијански, немачки, француски, енглески, латински, грчки, што је током живота допунио овладавањем руског, пољског, санскрита, персијског, арапског, а слабије турског, кинеског, финског, норвешког, мађарског и свахилија.

## Научна каријера
Перо Будмани један од најзначајних српских филолога друге половине 19. века.
 
Био је под снажним утицајем научног рада његовог сународника Вука Караџића и увек је био поносан на своје српско културно-историјско наслеђе (као и други дубровачки Срби католици).
 
Важан је његов рад о дубровачком дијалекту, у коме се први пут на свеобухватан начин описује штокавски дијалект српског језика.
Будманијева, граматика српско-хрватског језика направила је помак за тадашњу лингвистику (на пример: »фонетски« и »етимолошки« правопис, или старији и новији штокавски облици деклинације).
 
Будманијева граматика је била намењена пре свега ученицима далматинских школа у којима је наставни језик био италијански (тада обавезан у наставном програму); будући да је у њој изложен комплетан материјал, од фонетике до синтаксе, иста се сматра и првом српском комплетном граматиком на италијанском језику.
Његови лингвистички радови, које је објављивао у листу Дубровнику (Нешто о постању слова з у слављанскијех језика, 1873/74), а посебно научни чланак везан за дијалект Срба Дубровника, који публикује Рад ЈАЗУ (Како се сада говори, 1883) привукли су пажњу ЈАЗУ, те се након смрти српског филолога Ђорђа-Ђуре Ј. Поповића - „Даничића“ (1825-1882) и краткотрајнога рада на истом пројекту Словенца Матије Ваљавеца - „Крачманова“ (1831-1897), а посредством свог сународника, грофа Константина-Косте Ј. Војновића (1832-1903), Будмани се (у пролеће 1883. године) сели у Загреб да би тамо преузео редакцију „Рјечника хрватскога или српскога језика“, чија ће четири дела ће припремати наредне 24 године (период: 1883-1907).
Уредници првих шест делова „Рјечника српско-хрватског језика“:

I. део – Ђуро Даничић (1880)
 
II. део – Ђуро Даничић, Матија Ваљевец и Перо Будмани (1884-1886)
 
IV. део – Перо Будмани (1892-1897)

V. део – Перо Будмани (1898-1903)
 
VI. део – Перо Будмани, Томислав Маретић (1904-1910)
По питању српског правописа Будмани се углавном држао Даничићевих смерница.

Кад је 25. јула 1907. године након двадесет и четири године непрекидног рада престао обрађивати речник, имао је иза себе 72 године живота и више од четири обимне књиге речничке обраде са укупно 4.176 страница.
 
Осим лексикографским радом, Будмани је и преводио страну књижевност, али писао је о књижевном раду Марина Држића, као и о раду других ренесанских писаца из Далмације (приредио за издање дела Глеђевића, Сасина, Зоранића, Златарића и Бараковића), затим је направио преглед српске граматике и лексикографије у студији „Поглед на историју наше граматике и лексикографије од 1835. године“, па је чак написао и „Практичну граматику рускога језика“ (1888). године, која је доживела ласкаве оцене и убрзо друго издање.

Последње године живота Будмани је посветио претежно раду на математичким проблемима.
У ЈАЗУ је 5. јула 1906. године читао први део своје расправе о Берноулијевим бројевима.
 
Био је то почетак великога рада о диференцијалном рачуну који је у Загребу почео писати на италијанском језику.
 
Рад на овим проблемима је наставио и после одласка из Загреба, на породичном имању Кастел Феретију (близу Анконе), али није успео да га заврши.